# 오리올 로메우
오리올 로메우 비달(Oriol Romeu Vidal, 1991년 9월 24일 올데코나 ~ )는 바르셀로나에서 수비형 미드필더로 뛰고 있는 스페인의 축구 선수다.

## 수상
FC 바르셀로나
- 프리메라리가: 2010-11
- 스페인 데 에스파냐: 2010

첼시 FC
- FA컵: 2011-12
- UEFA 챔피언스리그: 2011-12
- UEFA 유로파리그: 2012-13